# Estació de Manresa-Alta
Manresa-Alta és una estació de la línia R5 i R50 de la Línia Llobregat-Anoia de FGC situada al nord del nucli urbà de Manresa a la comarca del Bages. Aquesta estació es va inaugurar el 1924.
Al costat de l'estació hi ha l'estació d'autobusos de Manresa, que la comunica amb tota la comarca. A més, des d'aquesta estació surten els ramals de mercaderies de Súria i Sallent, que en un futur s'utilitzaran per fer un tren tramvia entre Manresa i Sallent i Súria.
A més d'aquesta, el municipi de Manresa té dues estacions més de la Línia Llobregat-Anoia d'FGC, Manresa-Viladordis i Manresa-Baixador; i de la línia Barcelona-Manresa-Lleida-Almacelles, l'estació de Manresa de Rodalies Renfe.
| Línia Llobregat-Anoia de FGC |                    |       |                  |                        |
| Procedència/Destinació       | <                  | Línia | >                | Procedència/Destinació |
| Barcelona - Pl. Espanya      | Manresa-Viladordis |       | Manresa-Baixador | Manresa-Baixador       |
| Barcelona - Pl. Espanya      | Manresa-Viladordis |       | Manresa-Baixador | Manresa-Baixador       |

## Vegeu també

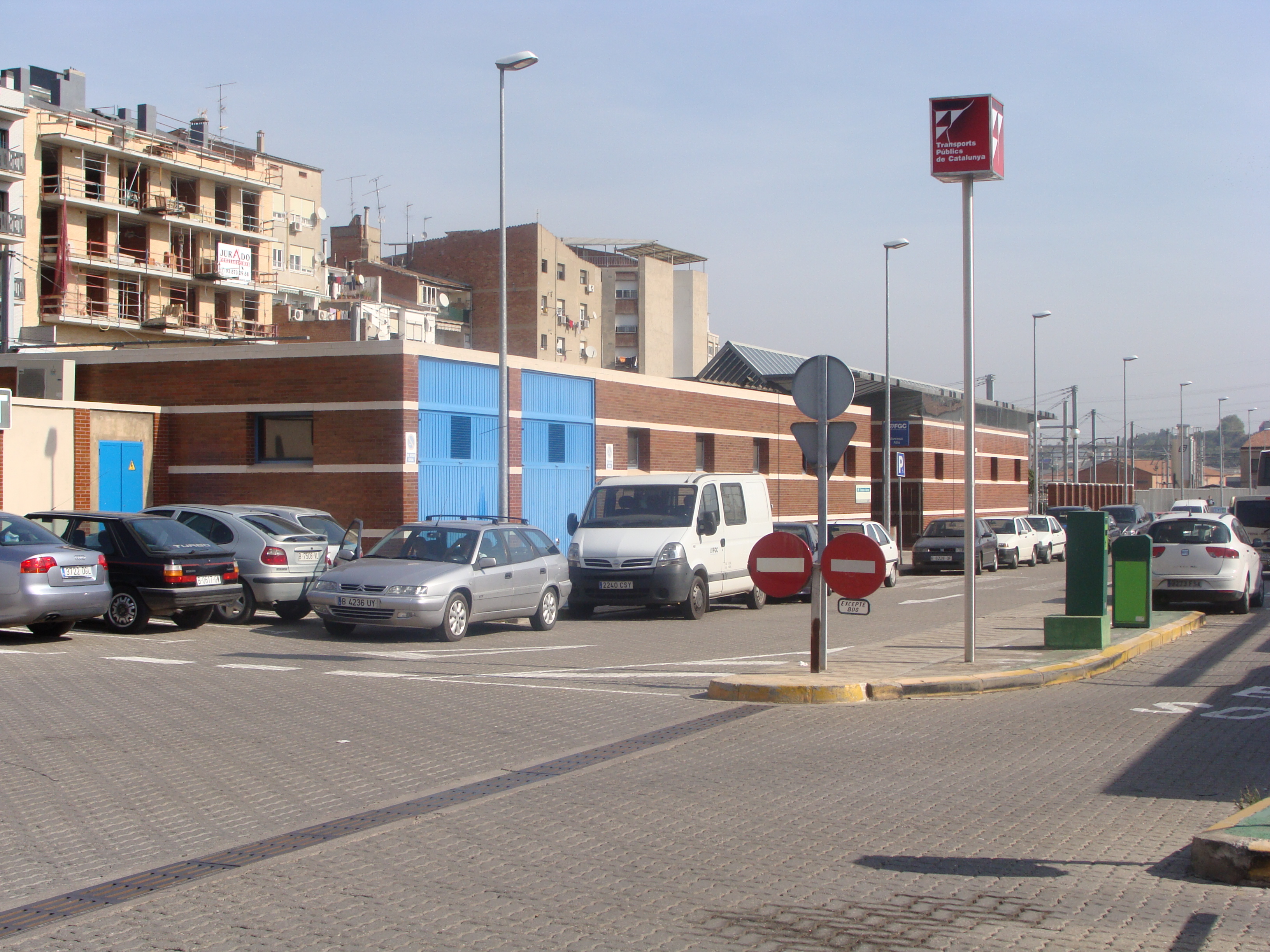
Façana de l'estació